# Molino de El Pintado
El Molino de El Pintado es el principal y mejor conservado molino de mareas de la provincia de Huelva (Andalucía, España). Está situado en el Paraje Natural Marismas de Isla Cristina, en el término municipal de Ayamonte. Alcanzó su esplendor a mediados del siglo XVIII gracias a su compra por el mecenas e indiano ayamontino Manuel Rivero González.
A principios del siglo XXI se rehabilita en profundidad para albergar un espacio divulgativo como Ecomuseo de las Marismas de Isla Cristina y Centro de Interpretación el hombre y la marisma. En este museo se puede descubrir cómo el hombre ha explotado de distintas formas las posibilidades que ofrecían las marismas para su aprovechamiento de una manera sostenible y que fue puesto en uso durante más de 200 años.
Está inscrito, por la Junta de Andalucía y con carácter genérico, en el Catálogo General del Patrimonio Histórico Andaluz.

## Historia

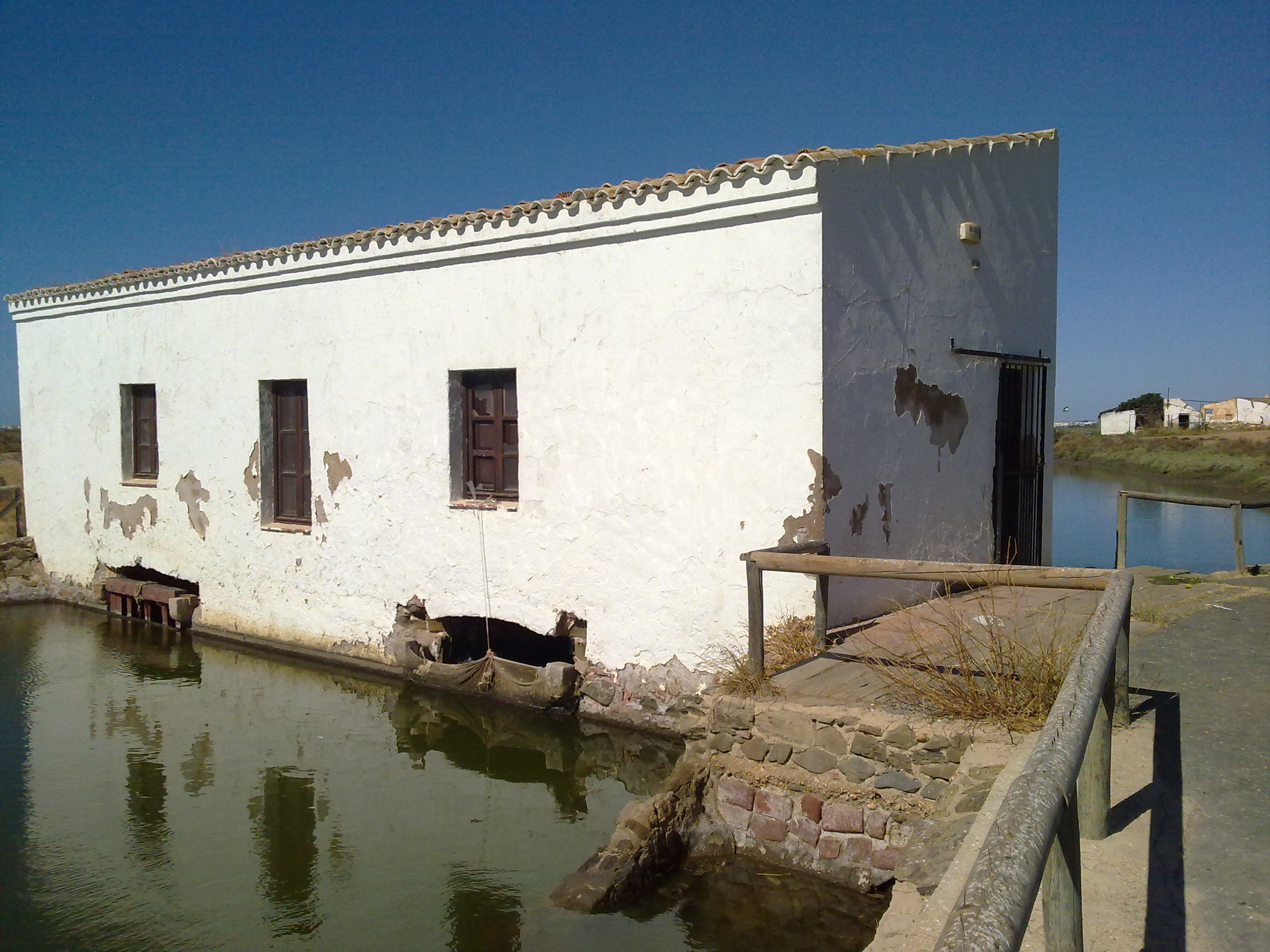
Vista de la parte por la que entraba y salía el agua que movía las muelas.

El nombre original fue el de "Molino del Papudo", cambiando éste a "Molino San José" cuando fue adquirido por Manuel Rivero González, sin embargo todo el mundo lo empezó a conocer por "Molino de El Pintado" en referencia a su dueño. La molienda del trigo se hacía mediante 6 muelas de piedra, estando construida la obra sumergida en cantería de piedra ostionera. Normalmente el trigo venía desde Sanlúcar de Barrameda o Sevilla en barcos, siendo tratada en este y otros molinos y luego consumida por la población vecina de Isla Cristina. 
Estuvo en funcionamiento hasta 1946, abandonándose hasta la creación del proyecto de Vía Verde Litoral, en el que se iniciaron trabajos de reacondicionamiento para la observación de aves. Finalmente y por falta de presupuesto de este proyecto, se abandonó nuevamente y no es hasta 2007 cuando se recupera por el Ministerio de Medio Ambiente, Dirección General de Costas, para acondicionarlo como Ecomuseo.